# Artifodina japonica
Artifodina japonica är en fjärilsart som beskrevs av Tosio Kumata 1985. Artifodina japonica ingår i släktet Artifodina och familjen styltmalar. Inga underarter finns listade i Catalogue of Life.